# Eynern (Adelsgeschlecht)

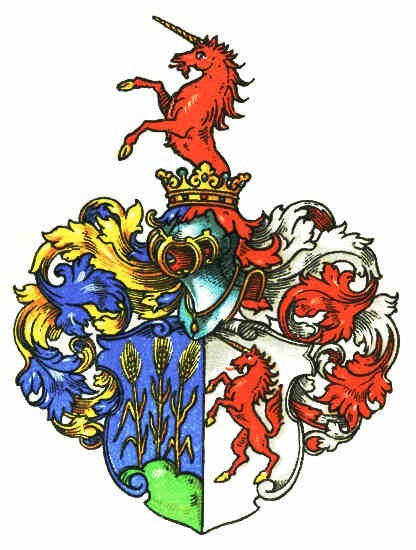
Wappen derer von Eynern (I. Linie 1882 und 1895)

Eynern ist der Name eines deutschen Adelsgeschlechts, dessen Ursprung auf einem der Sattelhöfe der Abtei Werden in Einern bei Barmen im Kirchspiel Schwelm in der Grafschaft Mark liegt. Die direkte Stammreihe beginnt mit Hinczen van Eneren, im Jahr 1412 erwähnt, der am 31. Mai 1421 vom Abt von Werden mit dem unteren Hof zu Eynern, genannt „Hoff op'm Berge“, belehnt wurde.

## Adelserhebungen
Bis zur jeweiligen Nobilitierung war das von im Familiennamen lediglich ein reiner Namensbestandteil und zugleich Herkunftsangabe, aber kein Adelsprädikat.
- Preußischer Adelsstand in Form einer Genehmigung zur Führung des Adelsprädikats am 8. September 1881 in Berlin mit Diplom vom 21. Juni 1882, ausgestellt in Bad Ems, für die Brüder Wilhelm von Eynern, Gutsherr auf Halbendorf und Birkowitz (heute Stadtteile von Oppeln, Oberschlesien), und Peter von Eynern, Rentier in Barmen.[1]
- Preußischer Adelsstand am 29. August 1894 in Potsdam (Neues Palais) mit Diplom vom 23. Oktober 1894 für Ernst von Eynern, Rentier in Barmen und vormals Mitglied des preußischen Abgeordnetenhauses.[2]
- Preußischer Adelsstand am 25. Juni 1895 in Kiel mit Diplom vom 6. Oktober 1895, ausgestellt im Jagdschloss Hubertusstock, für die Brüder Otto von Eynern, Rentier in Bonn und königlich preußischer Leutnant der Landwehr-Kavallerie, und Karl von Eynern, Rentier in Berlin und königlich preußischer Rittmeister der Landwehr-Kavallerie.[3]

## Wappen
- Wappen I. Linie von 1882 und 1895: Gespalten, rechts in Blau auf grünem Dreiberg drei goldene Ähren, links in Silber ein aufgerichtetes gold-bewehrtes rotes Einhorn. Auf dem Helm mit rechts blau-goldenen, links rot-silbernen Decken das Einhorn wachsend.

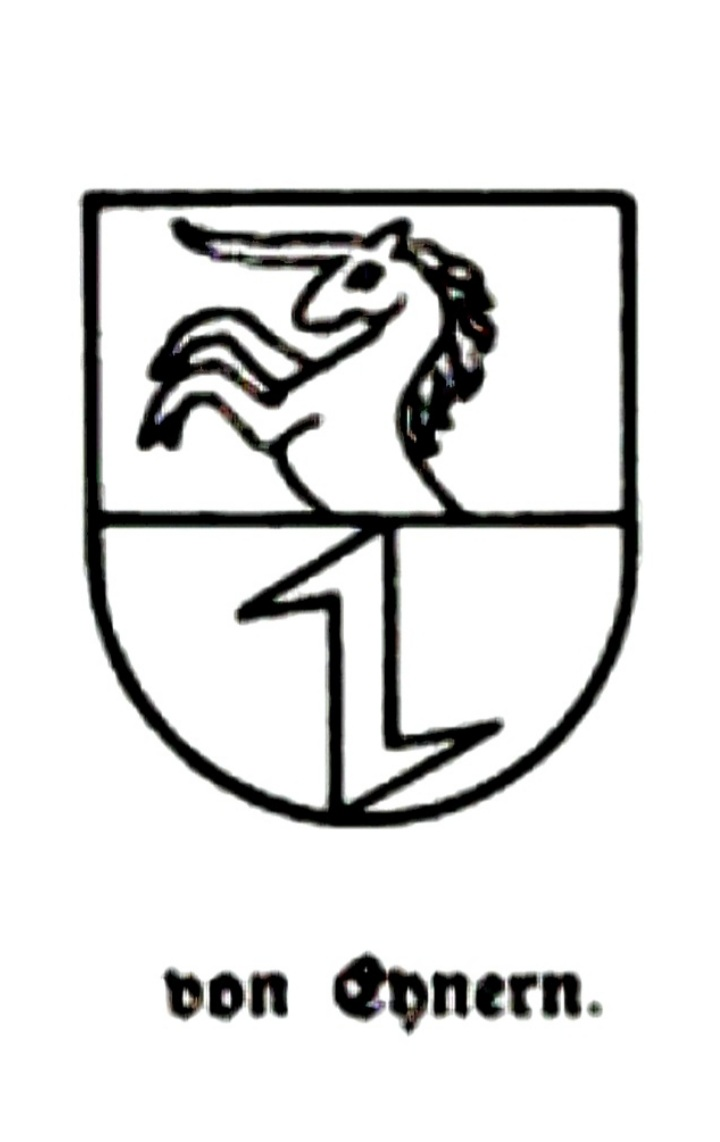
Wappen derer von Eynern (II. Linie 1894)

- Wappen II. Linie von 1894: Geteilt, oben in Silber ein wachsendes gold-gehörntes rotes Einhorn, unten in Blau eine aufgerichtete goldene Wolfsangel (Doppelhaken). Auf dem Helm mit rechts rot-silbernen, links blau-goldenen Decken das Einhorn wachsend.

## Namensträger
- Ernst von Eynern (1838–1906), deutscher Kaufmann und Politiker
- Friedrich von Eynern (1805–1882), deutscher Kaufmann und Politiker
- Friedrich von Eynern jun. (1834–1893), deutscher Kaufmann und Politiker
- Gert von Eynern (1902–1987), deutscher Wirtschaftswissenschaftler, Politologe und Hochschullehrer
- Hans von Eynern (1874–1957), deutscher Jurist, Verwaltungsbeamter und Politiker (DVP)
- Wilhelm von Eynern (1806–1880), deutscher Kaufmann und Politiker